# Acanthoprocta
Acanthoprocta is een geslacht van hooiwagens uit de familie Gonyleptidae.
De wetenschappelijke naam Acanthoprocta is voor het eerst geldig gepubliceerd door Loman in 1899. 

## Soorten
Acanthoprocta omvat de volgende 2 soorten:
- Acanthoprocta conica
- Acanthoprocta pustulata